# سد پیدرا دل اگویلا
سد پیدرا دل اگویلا (به اسپانیایی: Embalse de Piedra del Águila) یک سد و نیروگاه برقابی در آرژانتین است که در استان نئوکن واقع شده‌است.